# Monty (serie televisiva)
Monty è una serie televisiva statunitense in 13 episodi trasmessi per la prima volta nel corso di una sola stagione nel 1994. È una sitcom interpretata da Henry Winkler. Durante la prima televisiva su Fox la serie fu cancellata dopo soli cinque episodi.

## Trama
Monty Richardson è un commentatore televisivo e presentatore del talk show Rightspeak. Egli è un conservatore e si rivela un personaggio a tratti arrogante, autore di un libro best seller intitolato I'm Right. ("Io ho ragione"). Clifford Walker è il suo produttore esecutivo, Greg è suo figlio progressista, Fran la sua moglie insegnante e David un altro figlio quattordicenne. Molti degli aspetti comici della serie derivano dal rapporto spesso conflittuale tra Monty e David e la sua fidanzata che vivono sotto lo stesso tetto dei Richardson.

## Personaggi e interpreti
- Monty Richardson (13 episodi, 1994), interpretato da Henry Winkler.
- Fran Richardson (13 episodi, 1994), interpretata da Kate Burton.
- Greg Richardson (13 episodi, 1994), interpretato da David Schwimmer.
- David Richardson (13 episodi, 1994), interpretato da David Krumholtz.
- Geena Campbell (13 episodi, 1994), interpretata da China Kantner.
È la fidanzata di David, va a vivere con i Richardson dopo che il suo fidanzato si è laureato.
- Clifford Walker (13 episodi, 1994), interpretato da Tom McGowan.
- Rita Simon (13 episodi, 1994), interpretata da Joyce Guy.
È una produttrice afroamericana di Monty.
- Barber (13 episodi, 1994), interpretato da Henry Goldscher.

## Produzione
La serie, ideata da Marc Lawrence, fu prodotta da Touchstone Television. Le musiche furono composte da Dan Foliart.

### Registi
Tra i registi sono accreditati:
- Robby Benson in 2 episodi (1994)

### Sceneggiatori
Tra gli sceneggiatori sono accreditati:
- Robert Borden in un episodio (1994)
- Jane Espenson in un episodio (1994)
- Katie Ford in un episodio (1994)
- Marc Lawrence in un episodio (1994)
- Frank Lombardi in un episodio (1994)
- Caryn Lucas in un episodio (1994)
- Dana Reston in un episodio (1994)
- George Beckerman

## Distribuzione
La serie fu trasmessa negli Stati Uniti dall'11 gennaio 1994 al 15 febbraio 1994 sulla rete televisiva Fox. In Italia è stata trasmessa con il titolo Monty.

## Episodi
| Stagione       | Episodi | Prima TV USA |
| -------------- | ------- | ------------ |
| Prima stagione | 13      | 1994         |